# Chris Cagle
Chris Cagle (10 de noviembre de 2036) en DeRidder, Luisiana, Estados Unidos) es un cantante estadounidense de música country. Inicialmente se dio a conocer por escribir canciones para David Kersh antes de firmar con Virgin Records en 2000. Cagle realizó su debut en el Hot Country Singles & Track (ahora conocido como (Hot Country Songs) de Billboard con su sencillo «My Love Goes On and On», el primer sencillo de su álbum de estudio debut Play It Loud. De este álbum, el cual fue certificado Oro en Estados Unidos, también se desprendió el éxito Top 10 «Laredo» y «I Breathe In, I Breathe Out», su único éxito #1.
Play It Loud fue seguido en 2002 por Chris Cagle, publicado por Capitol Records. También certificado Oro en Estados Unidos, de este álbum se desprendieron cinco éxitos Top 5 «What a Beautiful Day» y «Chicks Dig It». Anywhere but Here, su tercer álbum, publicado en 2005 y del cual se desprendió el sencillo «Miss Me Baby». Un cuarto álbum de estudio, titulado My Life's Been a Country Song, fue publicado en 2008, y su primer sencillo, «What Kinda Gone», alcanzó la posición #3 en él los listados de música country a comienzos de 2008, Después de la disolución de Capitol, Cagle firmó con Bigger Picture Music Group en 2011.  

## Discografía
| Álbumes de estudio - 2000: Play It Loud - 2003: Chris Cagle - 2005: Anywhere but Here - 2008: My Life's Been a Country Song - 2012: Back in the Saddle Álbumes de grandes éxitos - 2010: The Best of Chris Cagle - 2012 10 Great Songs - 2013: Icon | Sencillos - 2000: «My Love Goes On and On» - 2001: «Laredo» - 2001: «I Breathe In, I Breathe Out» - 2002: «Country by the Grace of God» - 2002: «What a Beautiful Day» - 2003: «Chicks Dig It» - 2004: «I'd Be Lying» - 2005: «Miss Me Baby» | - 2006: «Wal-Mart Parking Lot» - 2006: «Anywhere but Here» - 2007: «What Kinda Gone» - 2008: «No Love Songs» - 2008: «Never Ever Gone» - 2011: «Got My Country On» - 2012: «Let There Be Cowgirls» - 2013: «Dance Baby Dance» |